# Torino Seleção
Torino Seleção è un mixtape del rapper italiano Ensi e dal disc jockey DJ Double S, pubblicato il 21 settembre 2010 dalla Doner Music.

## Descrizione
Contiene 36 brani, di cui 31 mixati e scratchati da DJ Double S e cinque inediti di Ensi: Freestyle, EnSinatra, D.O.A, Quando posso ed il remix di Cosa ci rimane con la collaborazione degli OneMic e di Entics.
La selezione musicale spazia da artisti underground come Termanology, Blaq Poet, Defari, Frank-N-Dank ad artisti mainstream come Eminem, Kanye West, Ice Cube e Ludacris.

## Tracce
1. DJ Double S & Ensi – D.O.A.
2. Scarface – Forgot About Me (feat. Lil Wayne)
3. Method Man – Ya' Men
4. Havoc – You Treated Me
5. Kanye West – Can't Tell Me Nothing
6. Dilated Peoples – Spit It Clearly
7. Clipse – Door Man
8. Defari – Congratulations
9. Fat Joe – Preacher on a Sunday Morning (feat. Pooh Bear)
10. Ludacris – MVP
11. Ensi – Quando posso
12. Slaughterhouse – The One (feat. The New Royales)
13. Masta Ace & Edo G – Little Young
14. B-Real – Psycho Realm Revolution (feat. Sick Jacken)
15. Rakim – How to Emcee
16. Nipsey Hussle – Hussle in the House
17. La Coka Nostra – That's Coke
18. Ensi & DJ Double S – Freestyle (feat. Johnny Marsiglia)
19. Frank-N-Dank – What Up
20. The Alchemist – Lose Your Life (feat. Snoop Dogg & Jadakiss)
21. Reflection Eternal – Strangers (Paranoid) (feat. Bun B)
22. Heltah Skeltah – Everything Is Heltah Skeltah
23. Eminem – Cold Wind Blows
24. Ice Cube – Take Me Away (feat. Butch Cassidy)
25. Termanology – Please Don't Go
26. Sheek Louch – That Nigga
27. Method Man & RedMan – A-Yo (feat. Saukrates)
28. Marco Polo & Torae – Coney Island
29. Common – Announcement (feat. Pharrell Williams)
30. Capone-N-Noreaga – Grand Royal
31. Large Professor – Hardcore Hip Hop
32. Blaq Poet – Ain't Nuttin' Changed
33. Nas & Damian Marley – Nah Mean
34. EPMD – Listen Up (feat. Teddy Riley)
35. Ensi & DJ Double S – EnSinatra
36. Ensi – Cosa ci rimane (feat. Entics, Raige & Rayden) (Remix)